# Jack Nance
Jack Nance (* 21. Dezember 1943 in Boston, Massachusetts; † 30. Dezember 1996 in Pasadena, Kalifornien; eigentlich Marvin John Nance) war ein US-amerikanischer Film- und Fernsehschauspieler, der vor allem durch seine Zusammenarbeit mit David Lynch bekannt wurde.

## Leben
Jack Nance hatte bereits Bühnenerfahrung, als er 1970 seine erste Rolle im Film Fools übernahm. Seine erste Hauptrolle bescherte ihm David Lynch, der ihn in seinem überaus bizarren Film Eraserhead (1977) besetzte. Danach spielte er nur noch in einem bedeutenden Film eine tragende Rolle, und zwar in Barbet Schroeders Barfly von 1987.
1984 arbeitete er wieder mit Lynch – für dessen kommerziellen Flop Dune – Der Wüstenplanet. 1986 arbeiteten beide erneut zusammen: In Blue Velvet ist Nance als Gangster Paul zu sehen. 1990 spielte er die Rolle des Pete Martell in der Kultserie Twin Peaks.
Es folgten Auftritte in Wild at Heart als der Verrückte 00Spool, und in Lost Highway als Phil. Nance war in erster Ehe mit Catherine E. Coulson verheiratet, die in Twin Peaks in der Rolle der Log Lady zu sehen war. Seine zweite Frau Kelly Jean Van Dyke, die Tochter von Jerry Van Dyke, beging im November 1991 Suizid. Kurz nach den Dreharbeiten zu Lost Highway wurde Jack Nance bei einer Schlägerei vor einem Donut-Shop in Los Angeles von zwei Männern schwer am Kopf verletzt. Wenig später wurde er tot in seiner Wohnung aufgefunden. Bei der Autopsie wurde ein starkes Trauma diagnostiziert.

## Filmografie (Auswahl)
- 1970: Fools
- 1971: Ass auf Rädern (Jump)
- 1977: Eraserhead
- 1977: Breaker! Breaker! – Voll in Action (Breaker! Breaker!)
- 1982: Hammett
- 1984: Ghoulies
- 1984: Der Wüstenplanet (Dune)
- 1984: City Heat – Der Bulle und der Schnüffler (City Heat)
- 1984: Johnny G. – Gangster wider Willen (Johnny Dangerously)
- 1984: Weekend (Kurzfilm)
- 1984: Suicidal Tendencies – Institutionalized (Musikvideo)
- 1986: Blue Velvet
- 1987: Barfly
- 1987: Crime Story (Fernsehserie, Episode 2x07)
- 1988: Colors – Farben der Gewalt (Colors)
- 1988: Der Blob (The Blob)
- 1988: Die Tricks der Frauen (Tricks of the Trade, Fernsehfilm)
- 1989–91: Twin Peaks (Fernsehserie, 30 Episoden)
- 1990: Wild at Heart – Die Geschichte von Sailor und Lula (Wild at Heart)
- 1990: The Hot Spot – Spiel mit dem Feuer (The Hot Spot)
- 1991: Die Hure (Whore)
- 1991: Motorama
- 1992: American Eiskrem 3 1/2 (Meatballs 4)
- 1992: Twin Peaks – Der Film (Twin Peaks: Fire Walk with Me)
- 1994: Midnight Run – Abgerechnet wird um Mitternacht (Another Midnight Run, Fernsehfilm)
- 1994: Love and a .45
- 1995: Willkommen im Leben (My So-Called Life, Fernsehserie, Episode 1x18)
- 1995: The Demolitionist
- 1995: Dem Mond so nah (Across the Moon)
- 1995: Voodoo
- 1995: Fallen Angels (Fernsehserie, Episode 2x06)
- 1996: Secret Agent Club (The Secret Agent Club)
- 1996: Dome 4 (Assault on Dome 4, Fernsehfilm)
- 1996: Last Scream – Wächter des Teufels (Little Witches)
- 1997: Lost Highway
- 2014: Twin Peaks: Die fehlenden Teile (Twin Peaks: The Missing Pieces)